# 九頭鳥
九頭鳥，又稱九鳳、鬼車、鬼鳥。是一種傳說中的鳥類生物，擁有多種形象。

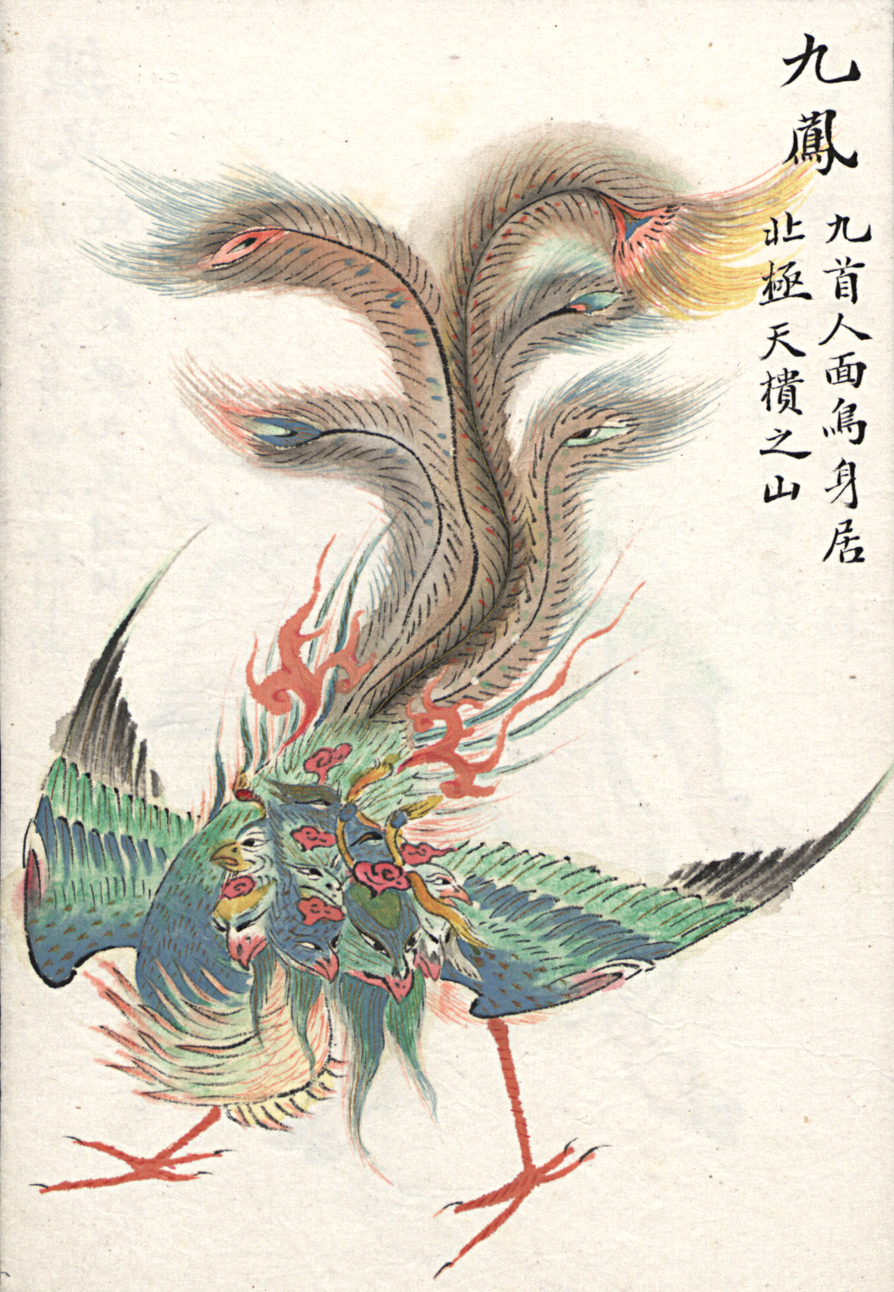
九凤图，绘于清朝

《山海經》中的大荒北經有載：「大荒之中，有山名曰北極天櫃，海水北注焉。有神，九首人面鳥身，名曰九鳳。」九鳳本是楚人所崇拜的九頭神鳥，人面鳥身有九首的九鳳，是戰國時代楚國先祖所崇拜的半人半鳥的圖腾形象。但後來九頭鳥因為是楚國的圖騰，因此後來受到主流的周文化排斥，九鳳也被視為蠻夷的楚國神靈，逐漸由神格淪落為妖怪一流。
因為鳥生九首，與一般不同，所以古人多認為其為不祥之兆，被描寫成禍星的代表。南朝梁人宗懔在《荆楚歲時記》中，载錄當時楚地風俗：「正月夜多鬼鳥度，家家槌床打戶，捩狗耳，滅燈燭以禳之。」在各種神話中多認為九頭鳥失去的頭顱被狗咬下，所以各類針對九頭鳥的避禍儀式，多會將狗用於祭典上，作為驚走九頭鳥之用。周密的《齐东野语》中说："世传此鸟，昔有十首，为犬噬其一，至今血滴人家，能为灾咎。故闻之者必叱犬灭灯，以速其过。"
唐人《三國典略》描述九頭鳥的外貌與鴨相似，身上羽毛是赤色。
明代《天中記》卷五十九引《本草》：「鬼車，晦暝則飛鳴鳴，能入人家收人魂气，一名鬼鳥。此鳥昔有十首，一首為犬所噬，猶言其畏狗也，亦名九頭鳥。」，而《嶺表錄異》中也有類似記載：「鬼車，春夏之間，稍遇陰晦，則飛鳴而過，嶺外尤多，愛入人家爍人魂氣。或雲九首，曾為犬嚙其一，常滴血。血滴之家，則有兇咎。」
現則認為其原型是一種鴞形目鳥類。

## 文学
《西游记》的九头驸马本体原型为九头鸟。

## 参看
- 产女
- 中国妖怪列表